# 山梨社会保険事務局
山梨社会保険事務局（やまなししゃかいほけんじむきょく）は、山梨県甲府市にあった社会保険庁の地方支分部局で、山梨県を管轄していた。

## 管内社会保険事務所等
- 山梨社会保険事務局甲府社会保険事務室（甲府社会保険事務所）
- 竜王社会保険事務所
- 大月社会保険事務所（山梨社会保険事務局大月事務所）